# 奶油圆蛋糕

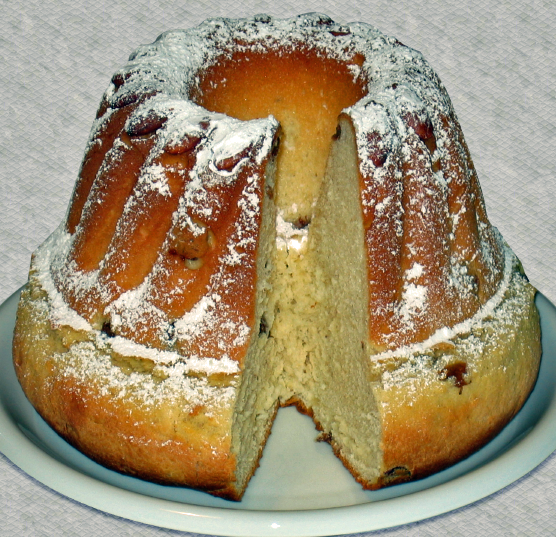
奶油圆蛋糕

奶油圆蛋糕（又作或），台灣根據其發音偶爾稱為「咕咕霍夫」，是欧洲特产的甜食品。其特点在于其用一种中空螺旋纹形的模子作成皇冠形蛋糕。

## 原料
- 面粉
- 奶油
- 白砂糖
- 葡萄干
- 酵母
- 鸡蛋
- 牛奶
- 杏仁